# Henry Fourdrinier
Henry Fourdrinier (11 de febrero de 1766-3 de septiembre de 1854) fue un empresario británico de fabricación de papel.
Nació en 1766, hijo de un fabricante de papel y papelería, y nieto del grabador Paul Fourdrinier (1698-1758), a veces llamado erróneamente Pierre Fourdrinier. Con su hermano Sealy encargó el desarrollo de la máquina Fourdrinier, una máquina de fabricación de papel que producía rollos continuos de papel. La máquina es una versión industrializada del método histórico de fabricación de papel manual, que no podría satisfacer las demandas del desarrollo de la sociedad moderna de grandes cantidades de materiales de impresión y escritura.
El 24 de julio de 1806 se concedió una patente para una máquina que podía hacer una banda de papel larga y continua. Esto tenía la doble ventaja de una productividad considerablemente más alta más la producción en forma de rollo, para aplicaciones como la impresión de papel tapiz. El rango de tamaños de papel cortado también se amplió, ya que no estaba limitado por el tamaño del marco o la cubierta del papel hecho a mano.

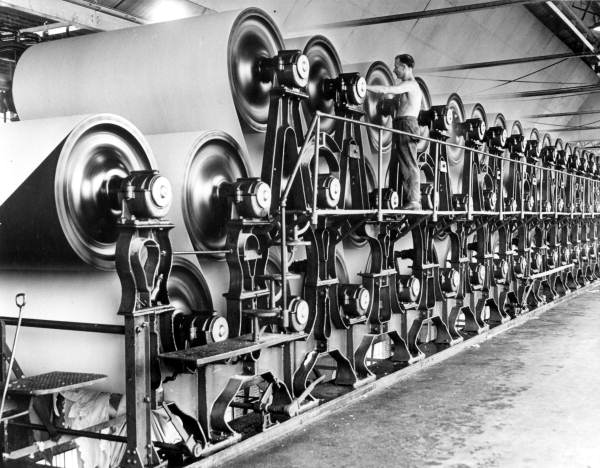
Gran máquina de fabricación de papel estilo Fourdrinier. Una hilera de tambores calientes seca el papel, que ingresa a la máquina como pulpa húmeda.
Los rollos grandes generalmente se cortan en varios rollos delgados, que pueden alimentar prensas continuas (por ejemplo, periódicos) o cortarse en hojas separadas.

La invención costó 60 000 libras esterlinas y provocó la quiebra de los hermanos. Debido a varias leyes, fue difícil proteger la patente de la máquina, y el nuevo sistema fue ampliamente adoptado pero sin ningún beneficio para los inventores.
En 1814, se hicieron dos máquinas en Peterhof, Rusia, por orden del emperador ruso, con la condición de que se pagaran 700 libras esterlinas a Fourdrinier cada año durante diez años pero, a pesar de pedírselo al zar Nicolás, nunca se pagó el dinero. En 1839 se presentó una petición ante el parlamento y, en 1840, se pagaron 7000 libras esterlinas a Fourdrinier y su familia.
Fourdrinier murió en 1854, a la edad de 88 años.